# NGC 1122
NGC 1122 est une galaxie spirale intermédiaire située dans la constellation de Persée. NGC 1122 a été découverte par l'astronome germano-britannique William Herschel en 1786 et inscrite au catalogue NGC sous la désignation NGC 1123. Cette galaxie a aussi été observée par l'astronome américain Lewis Swift le 6 septembre 1885 et elle a été ajoutée au catalogue NGC sous la désignation NGC 1122.

## Caractéristiques
Sa vitesse par rapport au fond diffus cosmologique est de 3 413 ± 17 km/s, ce qui correspond à une distance de Hubble de 50,3 ± 3,5 Mpc (∼164 millions d'al).
À ce jour, trois mesures non basées sur le décalage vers le rouge (redshift) donnent une distance de 40,267 ± 0,643 Mpc (∼131 millions d'al), ce qui est à l'extérieur des valeurs de la distance de Hubble. Notons que c'est avec la valeur moyenne des mesures indépendantes, lorsqu'elles existent, que la base de données NASA/IPAC calcule le diamètre d'une galaxie et qu'en conséquence le diamètre de NGC 1122 pourrait être d'environ 32,2 kpc (∼105 000 al) si on utilisait la distance de Hubble pour le calculer. 
La classe de luminosité de NGC 1122 est II et elle présente une large raie HI.